# Pakadi
Pakadi (nep. पकडी) – gaun wikas samiti w zachodniej części Nepalu w strefie Lumbini w dystrykcie Kapilvastu. Według nepalskiego spisu powszechnego z 2001 roku liczył on 842 gospodarstw domowych i 6240 mieszkańców (2995 kobiet i 3245 mężczyzn).